# Codringtonia helenae
Codringtonia helenae is een slakkensoort uit de familie van de Helicidae. De soort is endemisch in Griekenland.
De wetenschappelijke naam Codringtonia helenae is voor het eerst geldig gepubliceerd in 2005 door Subai.